# جون دبليو. إف. بينيت
جون دبليو. إف. بينيت (بالإنجليزية: John W. F. Bennett)‏ هو مهندس ومهندس مدني أمريكي، ولد في 1875 في شيكاغو في الولايات المتحدة، وتوفي في 30 أغسطس 1943 في نيويورك في الولايات المتحدة.